# Олімпійський комітет Чехії
Олімпійський комітет Чехії (чеськ. Český olympijský výbor – ČOV) — організація, що представляє Чехію в міжнародному олімпійському русі. Організація заснована в 1899 році, зареєстрована в МОК в 1993 році. Штаб-квартира розташована в Празі. Є членом МОК, ЕОК та інших міжнародних спортивних організацій. Організація займається розвитком спорту в Чехії.